# Frank Heinrich

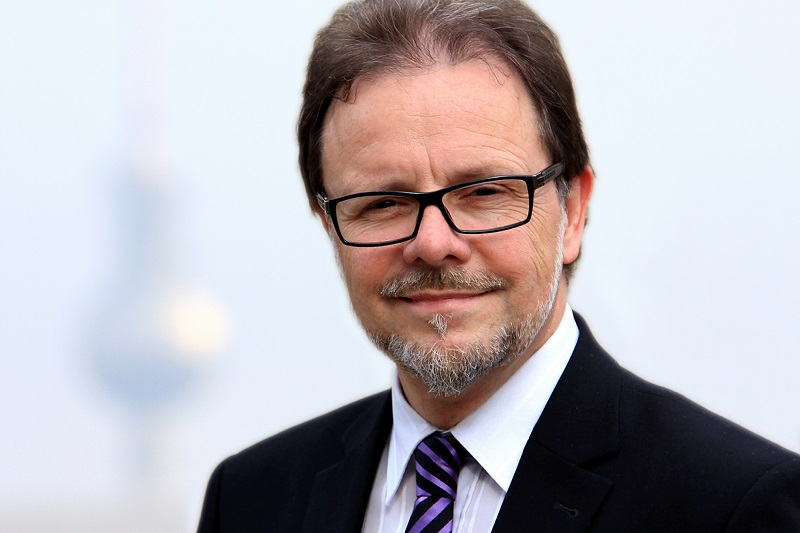
Frank Heinrich (2015)

Frank Heinrich (* 25. Januar 1964 in Siegen) ist ein deutscher Theologe, Sozialpädagoge und Politiker (CDU). Heinrich war von 2009 bis 2021 Mitglied des Deutschen Bundestages und von September 2022 bis März 2025 Vorstand der Evangelischen Allianz in Deutschland.

## Leben
Frank Heinrich kam in Siegen zur Welt. Mit drei Jahren zog seine Familie nach Süddeutschland, wo die Eltern in einem Altersheim arbeiteten und es später leiteten. Nach Zivildienst, einem Auslandsjahr als Theologiestudent in Kanada und einem Sozialpädagogikstudium wurde Heinrich Mitglied der Heilsarmee in Freiburg im Breisgau. Bis 1995 leitete er als Sozialarbeiter den sozialmissionarischen Dienst (Die Insel und Die Spinnwebe) in Freiburg. 1997 wurde Heinrich ordiniert als Heilsarmeeoffizier (Pastor). Von 1997 bis zu seiner Bundestagskandidatur 2009 leitete er zusammen mit seiner Frau das Heilsarmeekorps in Chemnitz. Von 2023 bis 2025 zählte er zur Doppelspitze des Vorstands der Evangelischen Allianz in Deutschland und war deren Politikbeauftragter.
Frank Heinrich ist seit 1987 verheiratet und Vater von vier Kindern.

## Politik
Bereits während seiner Zeit als Sozialarbeiter bei der Heilsarmee war Heinrich zeitweise Mitglied der ÖDP. Bei der Bundestagswahl 2002 kandidierte er unabhängig für die Partei Bibeltreuer Christen, ohne jedoch selbst Mitglied zu sein. 2007 trat er in die CDU ein. Bei den Bundestagswahlen 2009, 2013 und 2017 erlangte er jeweils das Direktmandat für den Wahlkreis Chemnitz. Seit November 2009 ist er Vorsitzender des CDU-Kreisverbandes Chemnitz. Im Bundestag war er Mitglied der CDU/CSU-Bundestagsfraktion, Obmann der CDU/CSU-Fraktion im Ausschuss für Menschenrechte und humanitäre Hilfe sowie Mitglied im Ausschuss für Arbeit und Soziales. Zudem gehörte er als stellvertretendes Mitglied dem Ausschuss für wirtschaftliche Zusammenarbeit und Entwicklung, dem Vermittlungsausschuss sowie dem Auswärtigen Ausschuss an.
Die Schwerpunkte der politischen Arbeit von Frank Heinrich sind sein Wahlkreis Chemnitz (Aufbau wirtschaftlicher Partnerschaften u. a. mit Afrika, Infrastruktur, Soziales/Familie/Rechte von Kindern, Wissenschafts- und Forschungsstandort, Förderungen des Bundes etc.), Afrika, Menschenhandel, Religionsfreiheit und Entwicklungszusammenarbeit auf Augenhöhe. Als einer der wenigen Unionspolitiker stimmte Heinrich im Oktober 2010 gegen die Laufzeitverlängerung deutscher Kernkraftwerke. Im Sommer 2012 setzte er sich gemeinsam mit zwölf weiteren Unions-Bundestagsabgeordneten für die steuerliche Gleichstellung im Rahmen des Lebenspartnerschaftsgesetz ein. Um wirtschaftliche Partnerschaften zwischen Chemnitz und afrikanischen Ländern aufzubauen, initiierte Heinrich im Juni 2014 die Netzwerktagung „Business trifft Afrika“ gemeinsam mit der Industrie- und Handelskammer Chemnitz, die seither jährlich stattfindet und große Resonanz erfährt.
Am 13. März 2021 trat Heinrich zur Nominierung für die Bundestagswahl der Chemnitzer Union gegen Sebastian Liebold und Kommunalpolitikerin Nora Seitz an. In der Stichwahl sprachen sich die Parteimitglieder mit 70 zu 49 Stimmen für ihn aus. Bei der Bundestagswahl 2021 verlor er sein Direktmandat als Drittplatzierter nach den Kandidaten von SPD und AfD.
Nach einem Sabbatjahr wurde Heinrich ab September 2022 einer von zwei Vorständen der Evangelischen Allianz Deutschland neben Reinhardt Schink. Als ehemaliger Bundestagsabgeordneter übernahm er auch die Aufgabe des Politikbeauftragten der Evangelischen Allianz in Berlin von Uwe Heimowski, der den Posten abgeben wollte.

## Publikationen
- Frank Heinrich / Anna Lutz: Ich hatte mir vorgenommen, Mensch zu bleiben: 12 Jahre als Christ im Deutschen Bundestag, Brunnen Verlag, Gießen 2023, ISBN 978-3-7655-3618-2.
- Frank Heinrich / Uwe Heimowski: Das Nordische Modell: Eine Möglichkeit für Deutschland? Edition Wortschatz, Schwarzenfeld 2021, ISBN 978-3943362701.
- Frank Heinrich / Uwe Heimowski: William Wilberforce. Einer, der für die Freiheit kämpfte. DtE, Berlin 2018, ISBN 978-3-86270-970-0.
- Frank Heinrich / Uwe Heimowski: Frank und Frei. Warum ich für die Freiheit kämpfe. SCM Hänssler, Holzgerlingen 2017, ISBN 978-3-7751-5760-5.
- Frank Heinrich / Uwe Heimowski: Der verdrängte Skandal. Menschenhandel in Deutschland. Brendow Verlag, Moers 2016, ISBN 978-3-86506-894-1.
- Frank Heinrich / Uwe Heimowski: Ich lebe! Ein Plädoyer für die Würde des Menschen. Neukirchener Verlagsgesellschaft, Neukirchen-Vluyn 2016, ISBN 978-3-7615-6301-4.
- Frank Heinrich (mit Uwe Heimowski): Mission: Verantwortung. Von der Heilsarmee in den Bundestag. Neufeld Verlag, Schwarzenfeld 2013, ISBN 978-3-86256-039-4.
- Frank Heinrich: Lieben, was das Zeug hält: Wie Gott unser Herz verändert. Neufeld Verlag, Schwarzenfeld 2009, ISBN 978-3-937896-83-0.